# André Kaczmarczyk
André Kaczmarczyk (ur. 1986 w Suhl) – niemiecki aktor teatralny, telewizyjny i filmowy.

## Życiorys
Karierę zawodową rozpoczął w Landestheater Eisenach w 2004 roku. Rok później przeniósł się do Hans Otto Theater Potsdam. W latach 2006–2009 studiował i działał na Akademii Teatralnej "Ernst Busch" w Berlinie. Od 2011 roku pracuje w teatrze w Dreźnie. Brał udział w produkcjach telewizyjnych, pracował w różnych słuchowiskach radiowych.

## Filmografia
- 2011: Anonimus jako Titania
- 2011: Born Read] jako Tobias
- 2012: Baśń o sześciu łabędziach (Die sechs Schwäne, TV) jako książę Markus
- 2012: Wieloskórka (Allerleirauh, TV) jako król Jakob
- 2012: Der Sandmann jako Nathanael
- 2013: 37 Days (TV) jako Jens
- 2016: München Mord – Wo bist Du, Feigling? (TV)